# Бандера (окръг, Тексас)
Окръг Бандера (на английски: Bandera County) е окръг в щата Тексас, Съединени американски щати. Площта му е 2067 km², а населението - 17 645 души (2000). Административен център е град Бандера.